# Adriana Caselotti
Adriana Elena Loreta Caselotti (6 de mayo de 1916-18 de enero de 1997) fue una actriz y cantante italoestadounidense, más conocida como Adriana Caselotti. Fue la voz original de Blancanieves en Snow White and the Seven Dwarfs de Walt Disney Productions.

## Biografía

### Primeros años
Guido Luigi Emanuele Caselotti (1884-1978), su padre, un inmigrante de Italia, nacido en Údine, fue profesor de música y entrenador vocal, así como organista de la Iglesia del Santo Rosario en Bridgeport. Su madre, Maria Josephine Orefice (1893-1961) era de Casavatore, y fue cantante (soprano coloratura) en la Royal Opera. Su hermana mayor, Maria Louise Caselotti (1910-1999) dio lecciones de voz y cantó ópera, siendo profesora de Maria Callas entre 1946 y 1947.

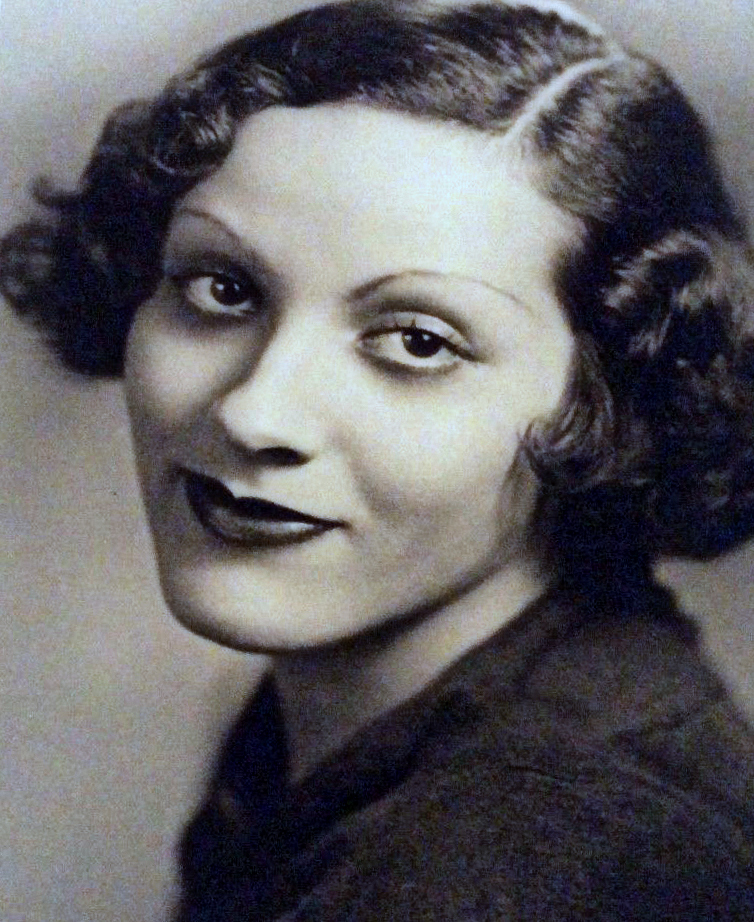
Adriana Caselotti a mediados de los años '30

A los siete años de edad, Adriana y su familia habían dejado Connecticut, y marcharon a Italia por un contrato de su madre. Adriana fue educada en un convento italiano, San Getulio, cerca de Roma, mientras su madre trabajaba en la ópera. Después de tres años, al regresar a Estados Unidos, esta vez Nueva York, ella estudió canto con su padre, al tiempo que reaprendió inglés porque había dejado de hablarlo en Italia.

### Carrera
Adriana Caselotti debutó en la pantalla grande en 1935, en la película "Naughty Marietta" (basada en una ópera), haciendo el papel de una chica perteneciente al grupo "Dancing Doll", en la escena donde Jeannette McDonald, desde una ventana, entona la canción "Italian Street Song".  

Adriana Caselotti (derecha) junto a actores sin identificar durante la escena de "Italian Street Song" en Naughty Marietta, película de 1935

Ese mismo año es contratada por Walt Disney para que le ayude a realizar su nueva película, junto a Harry Stockwell. El padre de Adriana publicaba regularmente un anuncio en el periódico de Los Ángeles: "Guido Caselotti, profesor de canto y entrenador de opera", seguido de un número telefónico. Se cree que los Estudios Disney vieron aquel anuncio. En diversas entrevistas Adriana contó que un representante de Disney llamó al estudio de su padre preguntando si conocía alguna joven que hablara y cantara con voz de niña, en ese momento Adriana estaba escuchando por el teléfono de arriba y sin dudarlo le dijo a su padre que la recomendara. El día de la prueba, hicieron que cantara la canción "Someday My Prince Will Come" a A capela, mientras Walt Disney la escuchaba detrás de una pantalla porque no quería que la imagen de la cantante lo influenciara. A pesar de que desde el principio demostró tener la voz adecuada, se decidió hacer un casting a otras 150 actrices más, incluso a una joven Deanna Durbin, hasta que se contactaron nuevamente con Adriana para informarle que sería contratada. 
Como Blancanieves tiene 14 años (aunque en la película nunca se menciona), Adriana mintió sobre su edad alegando tener 15 años cuando en verdad ya había cumplido 19, para que los Estudios y el propio Disney no cambiaran de opinión. Supo aniñar su voz, aparte de demostrar sus dotes para la Coloratura.  
Mientras estaba bajo contrato, en 1937 (antes del estreno de Blancanieves) apareció en The Bride Wore Red, comedia protagonizada por Joan Crawford. En esta película tiene lugar una fiesta, en donde Adriana aparece disfrazada de campesina y coquetea brevemente con el personaje de Franchot Tone. 
El día del estreno, el 21 de diciembre de 1937, Harry Stockwell (la voz del Príncipe) llamó a Adriana y le dijo que fueran juntos al Carthay Circle Theatre de Los Ángeles. Cuando la vendedora de tickets les pidió sus entradas, ellos le dijeron que eran los actores de voz de la película, pero no les creyó. Tuvieron que esperar que la vendedora se distrajera para poder entrar y debieron ubicarse en uno de los palcos, porque no había asientos asignados para las dos estrellas.
Adriana jamás había escuchado una grabación de su voz, aparte de no saber que la película sería un largometraje en vez de un corto, por lo que se divirtió y emocionó durante todo el film. Lo único de lo que se quejó fue que su nombre no apareciese en los créditos.

Durante los créditos iniciales, ni mi nombre ni el de Stockwell apareció, sin nombrar a los que pusieron las demás voces a los otros personajes. Era como si no hubiera sido parte.
Adriana Caselotti

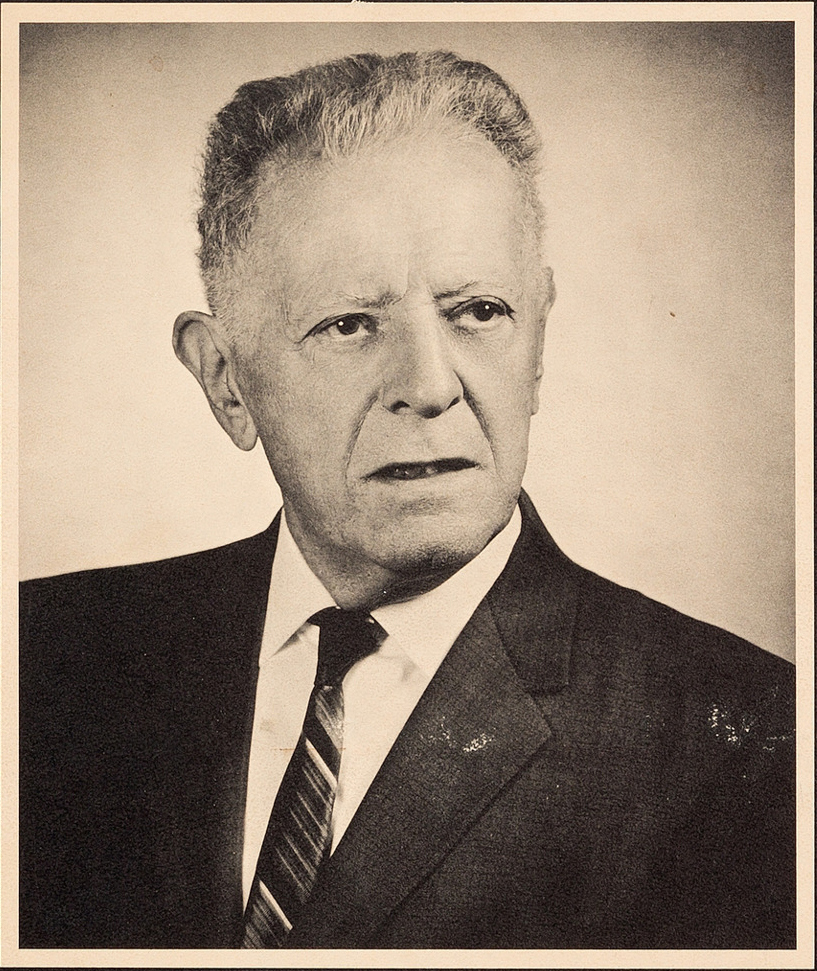
Guido Caselotti, padre de Adriana en 1948

Poco después de la premier fue invitada a cantar en un club nocturno llamado Trocadero, en Los Ángeles, las canciones de "Blancanieves" junto con una orquesta.
Jack Benny había estado en Trocadero aquella noche de la presentación, y mencionó que había pedido permiso específicamente a Walt Disney para emplearla en su radio y le dijo: "Lo siento, pero esa voz no se puede utilizar en cualquier lugar. No quiero estropear la ilusión de Blancanieves". Disney no quiso que Adriana apareciese en cualquier otra después de Blancanieves y los Siete Enanitos (1937), y esto fue un problema para que tuviera otras ofertas de trabajo.
En un primer momento tuvo la oportunidad de doblar la película al italiano, ya que Adriana hablaba ese idioma a la perfección, pero Benito Mussolini llamó personalmente a Walt Disney y le dijo que no permitiera que la película fuera doblada por alguien no nacido en Italia, por lo cual fue descartada.
Adriana ya le había prestado su voz a Disney, también sin acreditar. Fue en el corto animado "Inventos Modernos", que tenía como protagonista al Pato Donald. Se estrenó en mayo de 1937 (meses antes de Blancanieves), y allí Caselotti cantó "Rock-a-bye Baby" y "This Little Piggy went to market", ambas canciones de cuna.
Gracias a haber trabajado anteriormente para Metro-Goldwyn-Mayer en The Bride Wore Red, logró que le ofrecieran interpretar el papel de Glinda, la bruja buena en el El Mago de Oz, de 1939, donde además de actuar tendría que cantar. Aunque aquel papel quizás lograría hacer despegar su carrera, el contrato con Disney se lo prohibía y podría tener problemas legales si no lo respetaba. Aceptó finalmente ser la voz de Julieta durante la canción del hombre de hojalata, "Si solo tuviera un corazón", pronunciando la frase (falsetto) "¿Por lo cual eres tú, Romeo?". Aunque también, sin acreditar, cantó una canción en la película Qué bello es vivir, de 1946, en el momento en el que el personaje de James Stewart formulaba un deseo en el bar de Martini.
Se cree que la actriz pudo haber participado en varias películas entre los años 1935 y 1949, pero de ser así es imposible saberlo, ya que muchos films de esa época no se conservan, además de que seguramente no fue acreditada.

Dickie Moore, Franchot Tone y Adriana Caselotti en The Bride Wore Red (1937)

También hizo un intento de carrera en la ópera (por ejemplo, Rigoletto).        
Brian Sibley, guionista y escritor, inició una amistad con Adriana en 1987. Sibley se encontraba recopilando datos para el libro que estaba escribiendo llamado Snow White and the Seven Dwarfs: The Making of the Classic Film como homenaje para los 50 años del largometraje. Le envió a Adriana unas preguntas por correo, y ella le envió unas cintas con las respuestas grabadas.

Era un tanto excéntrica, encantadora y muy entusiasta. Mantuve una correspondencia asidua con Adriana hasta su muerte. Por desgracia, ella nunca visitó Inglaterra, pero yo sí fui en muchas ocasiones a su casa. Siempre me recibía cantando.
Brian Sibley

Al contrario de lo que Sibley creía, Adriana cantaba otras canciones aparte de las de la película. En noviembre de 1986, a los setenta años, Adriana había grabado seis pistas: "Bésame Mucho", "Strangers in the Night", "Harbor Lights", "Autumn Leaves", "Beyond the Reef" (ambas voces), y "I Left my Heart in San Francisco". Esas grabaciones le fueron entregadas a Sibley por ella misma, y ahora están disponibles en SoundCloud, así como las respuestas a las preguntas.                
En 1987, durante una entrevista, reflexionó acerca de su vida:

Pienso que una de las razones por las que no sucedió mucho más con mi carrera después del éxito de Blancanieves, fue porque los interesados en mí no tenían cómo contactar. La única opción era ir hasta los estudios Disney, y allí todo acababa cuando decían que mi voz no podía aparecer en ninguna parte. Quizás un 'mánager' hubiera sido útil, pero yo no sabía ni entendía sobre esas cosas.

Creo que todo pasa por algo. He sido amada por príncipes encantadores a lo largo de mi vida y creo que estoy viviendo aquel 'Feliz Para Siempre'. Es un sueño del que todavía no he despertado.

En la década de 1990, cuando la Gruta Blancanieves en Disneylandia fue reformada, Caselotti regrabó "Deseo" para Blancanieves, a la edad de 75 años. Fue un disco titulado: La música de Disney: Un legado en canción (1992).
Circula una leyenda urbana que cuenta que Adriana no pudo alcanzar las notas altas durante las sesiones de regrabación, lo cual era comprensible, ya que no había manera que su voz sonara igual a la de 1937, y los presentes aquel día lo sabían. Sin embargo, justo antes de la última grabación, Adriana le rezó en voz baja a Walt Disney: «¡Oh Walt! Donde quiera que estés, quiero que sepas que necesito tu ayuda». Fue entonces cuando la última toma tuvo más éxito del esperado e hizo que todos lloraran de la emoción.

### La relación con Walt Disney
Sobre trabajar con Walt Disney dijo:

Estaba permanentemente en el estudio mientras grabábamos, pues era un perfeccionista absoluto. Era muy simple, podía usar una camiseta gastada frente a sus empleados y no le importaría. Solo hablaba cuando había algo con lo que estaba en desacuerdo. Sabía en todo momento cuándo algo iba a funcionar o no. Es el mayor artista que he conocido en mi vida.

Adriana siempre esperó que Disney volviera a necesitarla como actriz o vocalista en alguna de sus nuevas películas, pero esto jamás ocurrió. En 1949 le envió una carta pidiendo que la contrataran para prestar su voz a algún personaje, la cual fue respondida por él mismo diciéndole que hablara con su hermano Roy Disney. Pero Adriana no lo hizo porque, como dijo una vez, era muy tímida. La última vez que lo vio fue en una gira promocional en Atlanta, en 1949:

Él me dijo: 'Afuera hay mucha gente esperando para vernos, salgamos al balcón y les saludemos'. Fue entonces que me sentí sumamente importante, tenía su aprobación siempre y cuando se tratase de Blancanieves.

### Apariciones públicas y giras promocionales
En un primer momento Walt Disney quiso mantener en secreto los nombres de los actores y actrices de voz que habían trabajado en Blancanieves, con el fin de que el espectador más joven creyera que se trataba de una historia real. Debido a la gran repercusión que tuvo la película, y tras recibir el Oscar a la mejor banda sonora en 1938, Disney decidió aprovechar aquellos sucesos y promocionar sus estudios a través de algunos actores de voz que trabajaban para él, enviándolos a distintas giras en Estados Unidos y algunos países de Europa. Fue entonces cuando Adriana volvió a ponerse la cinta en el pelo y el vestido de mangas abullonadas, característico del personaje. En muchas de estas presentaciones estuvo acompañada de Pinto Colvig, quien hizo las voces de los enanos Dormilón y Gruñón, y de Clarence Nash, la voz del Pato Donald. Años después Adriana confesaría que entre ella y Colvig hubo un fugaz romance.
Desde 1938, cuando se iniciaron las giras, Adriana dio conferencias de prensa, visitó hospitales, escuelas, estaciones de radio y algunos programas de TV. Y cuando Disney decidió que cada 8 años reestrenarían Blancanieves (decisión que tomó como manera de recaudar fondos debido a que las películas sucesoras lo habían dejado en bancarrota a causa del poco éxito), Adriana empezó a ser conocida a nivel mundial al aparecer junto a Walt en cada reposición. Entre 1938 y 1958 fue cuando más artículos escritos sobre ella hubo en los periódicos y revistas de la época, ya que todo el mundo quería conocer quién era la voz principal del tan afamado largometraje. Llegó a cantar en más de cien restaurantes y escenarios, luego o antes de firmar autógrafos.  

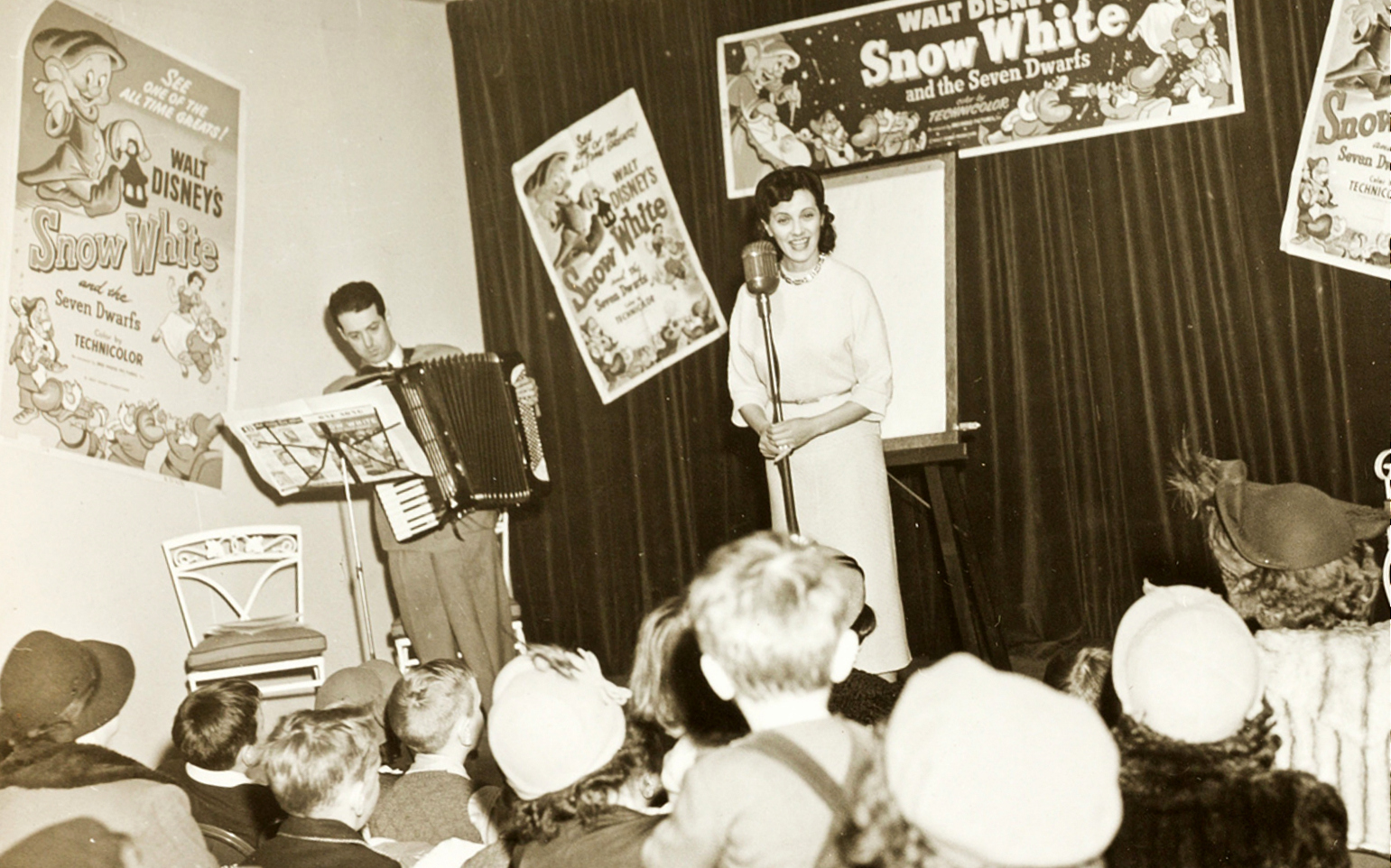
Adriana Caselotti cantando durante una gira promocional en 1946

El 22 de noviembre de 1972, apareció en un episodio de The Julie Andrews Hours saludando a la música de Walt Disney, cantando "Deseo" y "Mi príncipe vendrá" con Julie Andrews (fue la emisión especial del Día de Acción de Gracias).
También grabó una aparición en el Show de Mike Douglas, en enero de 1976 que saldría al aire en febrero de ese año. Era un segmento sobre las voces del pasado de las películas Disney. Compartió pantalla junto a Sterling Holloway (voz de Winnie the Pooh), Scatman Crothers (una de las voces de Los Aristogatos) y Clarence Nash, otra vez.
En 1981 se rodó el documental Disney Animation Special!: The Illusion of Life basada en el libro homónimo escrito por Ollie Johnston y Frank Thomas, donde se explicaba  el proceso de animación que se llevaba a cabo, con diferentes entrevistas, entre ellas una a Adriana en la que dice recordar sus líneas y los nombres de los siete enanos.
En 1983, el film fue nuevamente relanzado en todos los cines norteamericanos. Los Estudios volvieron a contratar a Adriana para que encabezara la gira de presentación pública que habría en 13 ciudades. La gira promocional comenzó el 20 de junio y finalizó el 30 de julio de ese año, y las ciudades visitadas fueron Boston, Montreal, Chicago, Filadelfia, Washington D. C., Dallas, Houston, Atlanta, Kansas City, San Francisco (California), Seattle, Nueva York y Los Ángeles. En estos lugares fue entrevistada en hoteles como el Four Seasons Hotels and Resorts. Entre los programas a los que fue, figuran El Show de Merv Griffin y The Tonight Show que conducía en aquel momento Johnny Carson.

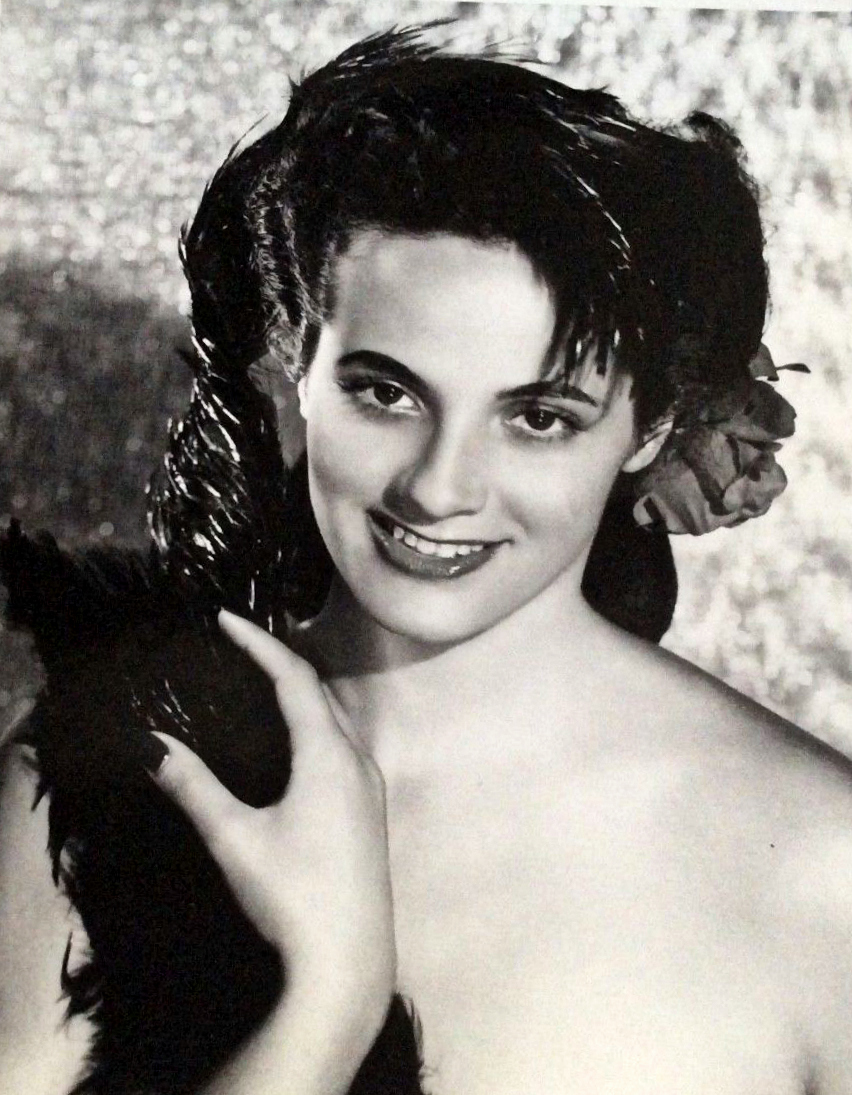
Adriana a a finales de la década de 1940

En 1988 estuvo presente cuando Blancanieves recibió su propia estrella en el Paseo de la fama de Hollywood por el 50 Aniversario de la película. 
Una de sus últimas apariciones fue el 22 de noviembre de 1994, a la edad de 78 años, cuando obtuvo el título de Leyenda Disney y durante la ceremonia grabó sus manos en cemento frente al Studio Theatre de Disney.

### Matrimonio
Adriana se casó cuatro veces. Su primer marido fue Robert James Chard, corredor de entradas de teatro local, con el que se casó en 1945. El matrimonio terminó en divorcio. Adriana se unió poco más tarde al actor secundario Norval Weir Mitchell, con quien contrajo matrimonio en 1952. Norval se retiró de su trabajo después de casarse con ella, pero más tarde murió en 1972. El mismo año, se casó con el podólogo Dr. Joseph Dana Costigan, quien falleció posteriormente (1982). Su último esposo fue Joseph Laureat Florian St. Pierre, empleado postal retirado. Contrajeron matrimonio en 1989, y posteriormente se divorciaron. Adriana no tuvo hijos en ninguno de sus matrimonios.

### El papel de su vida
El papel de Blancanieves la marcó profundamente, tanto es así que la casa donde vivía era de madera y tenía un pozo de los deseos con la inscripción "I'm Wishing". Cuando entraba un mensaje a su teléfono, la contestadora decía: "Usted se ha comunicado con la residencia de Adriana Caselotti, la voz de Blancanieves y los Siete Enanitos de Walt Disney". Y automáticamente se reproducía la canción Deseo cantada por ella misma.
La decoración se basaba en vajillas, discos de vinilo, cuadros, libros y fotografías de sus años dorados como la primera princesa de Disney. Ella dijo una vez: "Es mucho mejor haber sido parte de una de las mejores películas jamás hechas, que de diez mediocres".
Tiempo después de su muerte, hubo varias subastas de objetos que le habían pertenecido, entre ellos dos libretas con recortes que Adriana había hecho donde se hablaba de ella a través del personaje.

### Muerte y legado
Once años antes de su muerte, fue diagnosticada con cáncer en su mama izquierda, que finalmente fue eliminado. En 1996 volvió a desarrollarse el cáncer —en esta ocasión, en sus pulmones—. El 18 de enero de 1997, Adriana Caselotti murió en su casa de insuficiencia respiratoria. Falleció exactamente a las 00:07 horas de la madrugada —según el Certificado de Defunción—, con 80 años de edad y sin compañía. Su cuerpo fue incinerado en la funeraria "Pierce Brothers Cunningham & O'Connor", el 22 de enero, y las cenizas fueron esparcidas en las aguas de Newport Beach el 28 de enero. El sobrino de Walt, Roy O. Disney, vicepresidente de Walt Disney Company emitió un comunicado de prensa que decía: "Realmente sentimos que hemos perdido a un miembro de la familia. Adriana jugó el papel más importante en nuestra historia y se convirtió en la verdadera encarnación de ese personaje".
No hubo servicio conmemorativo, en su lugar se pidió que se hicieran donaciones en su honor al American Humane Society.
En abril de 2008 fue recordada mencionando su frase: "Sé que mi voz vivirá para siempre", la cual le dijo ella Brian Sibley en 1995. Con el pasar de los años, Blancanieves se ha vuelto una pieza de culto, haciendo que la voz de Adriana pase a la inmortalidad y sea reconocida.
Su hermana Louise Caselotti falleció dos años más tarde en Malibú, también de cáncer.
En diciembre de 2010, la casa de Adriana en Los Ángeles (toda de madera, con pozo de los deseos incluido, emulando su película), sale a la venta por casi mil quinientos millones de dólares.

### Filmografía
- 1935 - Naughty Marietta como cantante y bailarina de "Dancing Doll"
- 1937 - La novia vestía de rojo (The Wride Wore Red), como primera campesina
- 1937 - Modern Inventions como Cuna Robótica (voz)
- 1937 - Blancanieves y los Siete Enanitos como Blancanieves (voz)
- 1939 - El mago de Oz como Julieta (voz)
- 1946 - Qué bello es vivir como cantante

## Sueldo
Durante una entrevista por el 50.º aniversario de Blancanieves en 1987, le dijo a la revista People que cobraba 20 dólares por día, y con eso ayudaba a su madre. Pocas semanas antes de finalizar las grabaciones, se enteró de que las personas que hacían las voces de los enanos cobraban 150 dólares, mucho más que ella. Se sintió dolida, y los últimos tres días de grabación se le aumentó la paga a 50 dólares, lo que hizo que el sueldo total por su trabajo fuera de 970 dólares. El resto de los 14 000 dólares los ganó en trabajos publicitarios ocasionales para los estudios Disney los últimos 50 años.
- Blancanieves y los Siete Enanitos - 970 dólares[14]
- El Mago de Oz - 100 dólares[15]

## Trabajos publicados
Adriana publicó un libro titulado Do You Like to Sing?.

## Honores
- Disney Legend (22 de noviembre de 1994).[16]